# F 2010
F 2010 er en dansk producent af modeljernbanemateriel opstået i 2013 på ruinerne af Hobbytrade.
F 2010 viderefører en del af Hobbytrades produktion, bl.a. modellen af damplokomotivet litra F.